# Pleospora rudis
Pleospora rudis är en svampart som beskrevs av Berl. 1888. Pleospora rudis ingår i släktet Pleospora och familjen Pleosporaceae.   Inga underarter finns listade i Catalogue of Life.